# Nokia 6210 Navigator
Il Nokia 6210 Navigator è un modello di smartphone prodotto dalla Nokia.

## L'aggiornamento del software e le mappe
Gli utenti possono determinare la versione software del telefono premendo * # 0000 # sulla tastiera. Vi è un codice di esempio 0123456 sotto la batteria del telefono che deve essere registrata e inserita sul sito web di Nokia per consentire di segnalare l'ultima versione del software, per esempio V.04.13. Utilizzando Nokia PC Suite e il cavo dati in dotazione al telefono, un aggiornamento software può essere eseguito dal PC dopo aver scaricato la nuova versione del software. Il telefono deve essere spento e riacceso dopo l'aggiornamento e ripristinare la voce di menu per il fornitore della carta SIM, ad esempio, Vodafone, Telstra, Optus, ecc.
Le mappe del mondo possono essere acquistate presso il sito web Nokia, anche se in generale non sono l'ultima versione disponibile NAVTEQ/ROUTE66. Queste possono essere scaricate sul PC dell'utente, utilizzando Nokia Map Loader (richiede Microsoft. NET Framework) o semplicemente facendo un doppio clic sul file scaricato. SIS file con il telefono collegato a Nokia PC Suite tramite il cavo dati, e terminato l'installazione del telefono cellulare. L'intero processo richiede circa 15 minuti. Le mappe sono installate per la scheda dati e appaiono nella sezione mappe come World Maps. L'installazione delle mappe non pregiudica la navigazione GPS vocale se questo servizio è già stato fornito dal fornitore della carta SIM.
Il sito NAVTEQ fornisce agli utenti una funzione Map Reporter e controlla se mancano le caratteristiche, le limitazioni, i punti di interesse, gli errori nella grafia dei nomi delle strade per il Nokia 6210 Navigator. Gli utenti sono invitati a comunicare le variazioni ai fini di migliorare la navigazione.
> swap

## Accelerometro
Il 6210 Navigator include un sistema di accelerometro. Questo è stato inizialmente utilizzato solo per la stabilizzazione di video e foto di orientamento (per mantenere il panorama).
Nokia Research Center ha consentito un'interfaccia dell'applicazione, il software che consente di utilizzare i dati da essa. Nokia ha pubblicato una domanda per dimostrare questo.
Programmi di terze parti sono stati creati, compreso il software che cambierà automaticamente l'orientamento dello schermo quando il telefono è inclinato, i programmi che simulano i suoni di una spada laser di Star Wars quando il telefono è mosso proprio come una spada e che permettono di disattivare il telefono cellulare girando a faccia in giù.

## Fotocamera
Il Nokia 6210 Navigator possiede una fotocamera da 3.2 megapixel, dual LED, auto focus, flash con zoom 20x.